# Lačja vas
Lačja vas je naselje u slovenskoj Općini Nazarju. Lačja vas se nalazi u pokrajini Štajerskoj i statističkoj regiji Savinjskoj. 

## Stanovništvo
Prema popisu stanovništva iz 2002. godine naselje je imalo 103 stanovnika.